# Centrale nucleare di Windscale
La centrale nucleare di Windscale è una centrale elettronucleare inglese situata presso il complesso nucleare di Sellafield, in Cumbria, in Inghilterra. L'impianto è composto da un reattore AGR da 49 MW, chiuso nel 1981.
L'impianto è stato il prototipo della filiera AGR, tuttora utilizzata nel Regno Unito.

## Conclusione del decommissioning
A maggio 2011 l'impianto è diventato il primo reattore ad essere dismesso nel Regno Unito, con il completamento della campagna finale di un progetto ventennale, con la rimozione della sezione finale della membrana di ventilazione esterna (OVM) dallo scudo biologico di cemento del reattore. Chiuso nel marzo 1981, ed è stato selezionato come banco di prova per lo smantellamento di un reattore nucleare. I primi anni del progetto di smantellamento sono stati spesi per progettare i componenti necessari, modificando la struttura e l'installazione delle apparecchiature. Nel 1999, si è deciso che lo smantellamento del nocciolo del reattore e recipiente a pressione sarebbe dovuto iniziare dopo che il team di progetto avrà completato tutti i test metodologici sul principio di smantellare a distanza i componenti.